# Грнчиште
Грнчиште (мкд. Грнчиште) је насеље у Северној Македонији, у средишњем делу државе. Грнчиште управно припада општини Градско.

## Географија
Грнчиште је смештено у средишњем делу Северне Македоније. Од најближег већег града, Велеса, насеље је удаљено 15 km јужно.
Рељеф: Насеље Грнчиште се налази у историјској области Повардарје. Село је положено изнад долине Вардара, на месту где се издижу прва брда, која даље на југозападу прелазе у планину Клепу. Насеље је положено на приближно 440 метара надморске висине. 
Месна клима је континентална.

## Становништво
Грнчиште је према последњем попису из 2002. године имало 1 становника. Почетком 20. века 1/3 насељског становништва били су Турци, који су после Првог светског рата махом иселили у матицу. 
Већинско становништво у насељу су етнички Македонци (100%).
Претежна вероисповест месног становништва је православље.